# Szuzuki Toicsi
Szuzuki Toicsi (鈴木 冬一) (Higasiószaka, 2000. május 30. –) japán korosztályos válogatott labdarúgó, a svájci Lausanne-Sport középpályása.

## Pályafutása

### Klubcsapatokban
A labdarúgást a Sónan Bellmare csapatában kezdte, ahol 37 bajnoki mérkőzésen lépett pályára és 1 gólt szerzett. 2021-ben a Lausanne-Sport csapatához szerződött.

### Válogatottban
A japán U20-as válogatott tagjaként részt vett a 2019-es U20-as labdarúgó-világbajnokságon.